# Pamphobeteus ultramarinus
Pamphobeteus ultramarinus là một loài nhện trong họ Theraphosidae.
Loài này thuộc chi Pamphobeteus. Pamphobeteus ultramarinus được Joachim Schmidt miêu tả năm 1995.